# Nikolaus Gysis

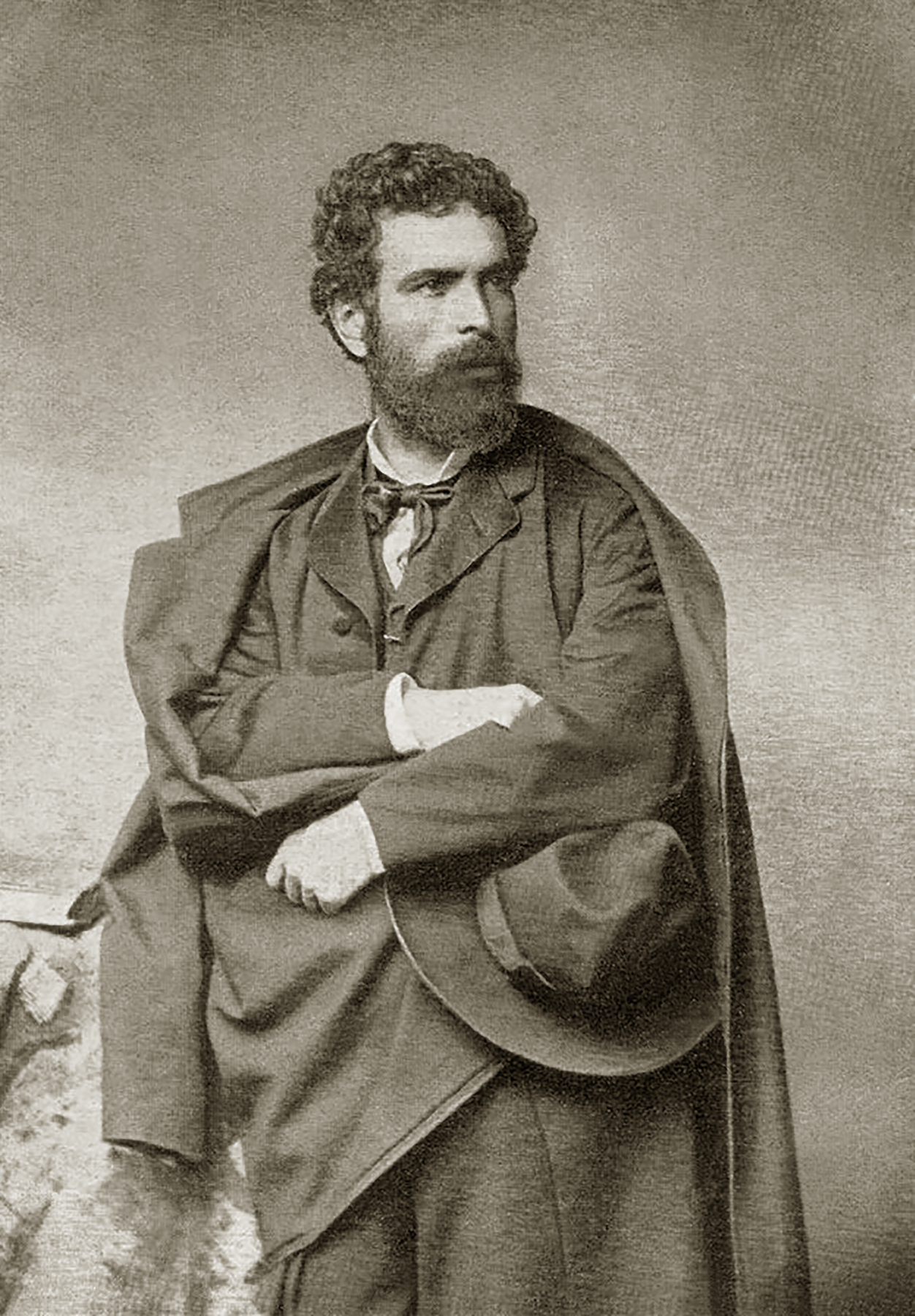
Nikolaus Gysis.

Nikolaus Gysis, född 1 mars 1842, död 4 januari 1901, var en grekisk-tysk konstnär.
Gysis blev genom sin kombination av teknisk säkerhet, koloristisk djärvhet och temperamentsfull friskhet, det senare särskilt i hans skisser, en av de främsta genremålarna i Münchenskolan. Han behandlade gärna motiv ur bayerskt folkliv eller grekiska och orientaliska scener. Bland Gysis målningar märks En hönstjuv straffas och Vårsymfoni.